# Bloc corso-sarde
 (juin 2022).
La mise en forme du texte ne suit pas les recommandations de Wikipédia : il faut le « wikifier ».
Les points d'amélioration suivants sont les cas les plus fréquents. Le détail des points à revoir est peut-être précisé sur la page de discussion.
- Les titres sont pré-formatés par le logiciel. Ils ne sont ni en capitales, ni en gras.
- Le texte ne doit pas être écrit en capitales (les noms de famille non plus), ni en gras, ni en italique, ni en « petit »…
- Le gras n'est utilisé que pour surligner le titre de l'article dans l'introduction, une seule fois.
- L'italique est rarement utilisé : mots en langue étrangère, titres d'œuvres, noms de bateaux, etc.
- Les citations ne sont pas en italique mais en corps de texte normal. Elles sont entourées par des guillemets français : « et ».
- Les listes à puces sont à éviter, des paragraphes rédigés étant largement préférés. Les tableaux sont à réserver à la présentation de données structurées (résultats, etc.).
- Les appels de note de bas de page (petits chiffres en exposant, introduits par l'outil «  Source ») sont à placer entre la fin de phrase et le point final[comme ça].
- Les liens internes (vers d'autres articles de Wikipédia) sont à choisir avec parcimonie. Créez des liens vers des articles approfondissant le sujet. Les termes génériques sans rapport avec le sujet sont à éviter, ainsi que les répétitions de liens vers un même terme.
- Les liens externes sont à placer uniquement dans une section « Liens externes », à la fin de l'article. Ces liens sont à choisir avec parcimonie suivant les règles définies. Si un lien sert de source à l'article, son insertion dans le texte est à faire par les notes de bas de page.
- La présentation des références doit suivre les conventions bibliographiques. Il est recommandé d'utiliser les modèles {{Ouvrage}}, {{Chapitre}}, {{Article}}, {{Lien web}} et/ou {{Bibliographie}}. Le mode d'édition visuel peut mettre en forme automatiquement les références.
- Insérer une infobox (cadre d'informations à droite) n'est pas obligatoire pour parachever la mise en page.

Pour une aide détaillée, merci de consulter Aide:Wikification.
Si vous pensez que ces points ont été résolus, vous pouvez retirer ce bandeau et améliorer la mise en forme d'un autre article.
 (avril 2023).
Sa qualité peut être largement améliorée en utilisant un vocabulaire plus directement compréhensible.

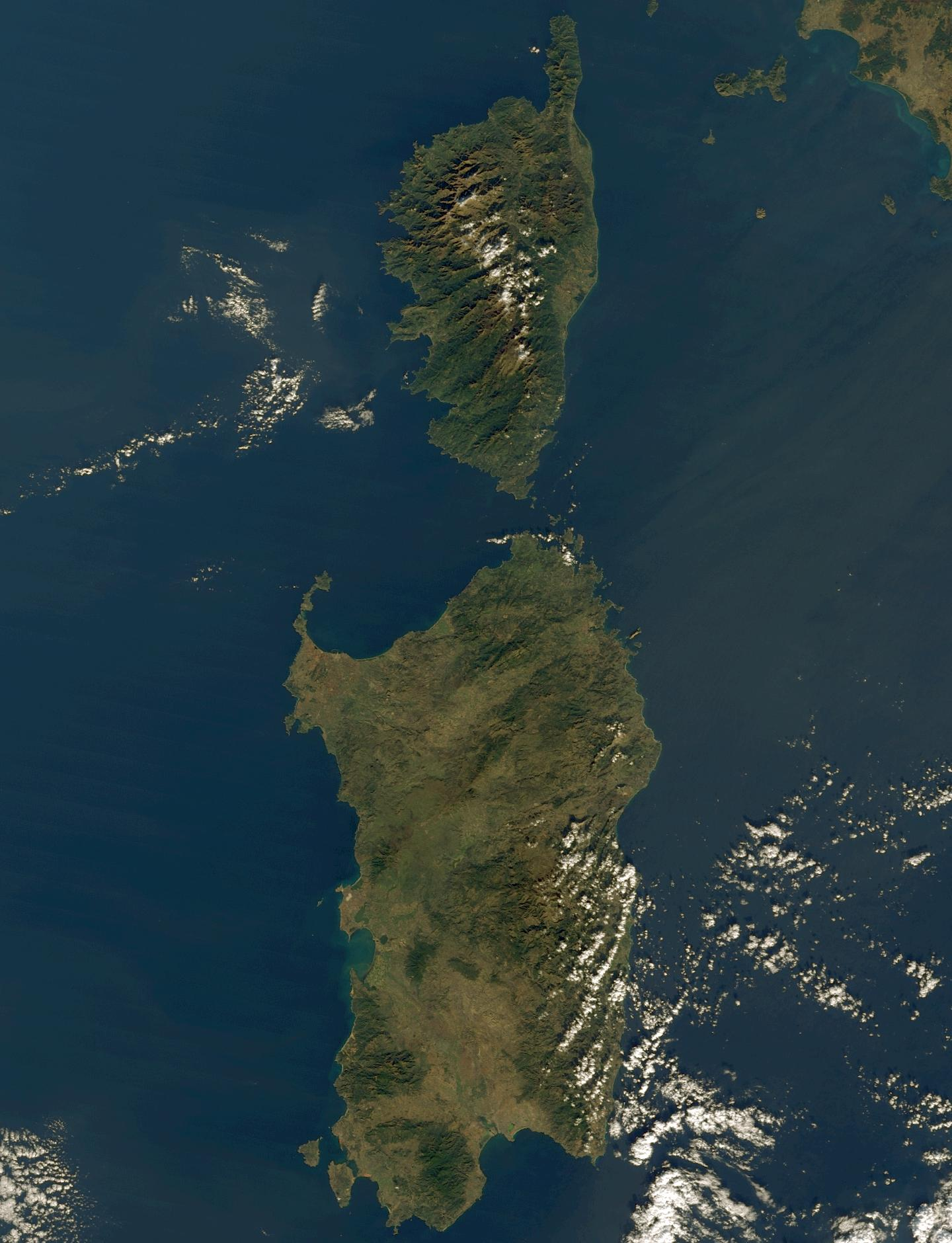
Imagerie spatiale du bloc corso-sarde.

Le bloc corso-sarde est un microcontinent situé en mer Méditerranée constitué de deux îles principales: la Corse et la Sardaigne. Ce bloc a la particularité d'avoir été séparé du continent par des mouvements tectoniques complexes il y a environ 32 Ma (début Oligocène).

## Premiers indices sur le déplacement
Dès 1925, des tectoniciens ont l'intuition que le bloc corso-sarde a subi un déplacement. Pour l'affirmer, ils s'appuient principalement sur des indices géologiques similaires entre les deux îles et la Provence (dans la région d'Estérel). Les nouvelles idées d'Alfred Wegener sur la dérive des continents (qui ne sont pas encore admises à l'époque) permettent également à certains géologues d'établir un mouvement en direction du sud-est du bloc.

### Indices géologiques
La comparaison de la géologie de la Corse à celle du massif du massif de l'Esterel a permis de remarquer des similitudes dans les formations géologiques:
- du socle ancien datant de l'orogenèse varisque
- des batholites granitiques liés à l'orogénèse de la chaîne varisque
- des dépôts volcano-sédimentaires datant du Permien

Cela a amené les géologues de l'époque à se questionner sur le déplacement du bloc. C'est dans ce sens qu'à l'après guerre, les géologues soupçonnaient, au large des côtes provençales, la présence d’un vieux continent. Un continent qui aurait disparu par effondrement, et dont les îles de Corse et de Sardaigne en seraient les seuls témoins.
Cependant des investigations du fond marin datant des années 1960 en mer Méditerranée ont indiqué qu'il était constitué de roches denses de type basaltiques, ce qui a rapidement écarté cette hypothèse.
Il a fallu attendre quelques années et l'émergence d'un nouveau modèle en tectonique pour expliquer ce déplacement. Ce modèle c'est celui émis par Harry Hess en 1962 grâce à son modèle d'expansion des fonds océaniques (seafloor spreading en anglais) et admis vers la fin des années 1960. Ce nouveau modèle révolutionnaire porte aujourd'hui le nom de théorie des plaques et a été en partie complété depuis.

### Indices métamorphiques
En plus des indices pétrologiques, les géologues ont pu établir un lien entre le métamorphisme des côtes françaises (massifs des Maures et du Tanneron) et celui du bloc corso-sarde. Néanmoins il a été impossible de rapprocher la Corse du Massif des Maures car les ensembles n’ont pas la même structure. Les Maures occidentales sont surtout composés de micaschistes (avec les gneiss de Bormes en leur centre) tandis que la Corse hercynienne est plutôt granitique.

## Nouvelles théories à partir des années 1970

### Premières hypothèses du placement initial
De là, naissent plusieurs hypothèses pour expliquer la place initiale du bloc. Trois théories sont proposés dans les années 1970, elles s'appuient toutes sur des indices géologiques mais aussi des mesures paléomagnétiques dans des roches :
- la reconstitution de Bayer  (1973) et d'Aljzendeal et (1973) :  fondée sur les critères magnétiques et sismiques ainsi que sur l'extension sous-marine du socle continental;
- la reconstitution d'Alvarez (1972) et Westphal (1976) : repose sur le tracé de l'isobathe-2 000 m et sur la valeur des déclinaisons paléomagnétiques des laves permiennes de Corse et de Sardaigne;
- la reconstitution d'Arthaud et Matte (1977) : confronte les données paléomagnétiques aux corrélations géologiques, dans un cadre plus vaste englobant la Péninsule Ibérique;

Ces théories vont s'avérer fausses en partie soit parce qu’elles ne prennent pas bien en compte le paléomagnétisme soit parce que la géologie ne correspond pas à un mouvement Sud-Est du bloc.

### Hypothèse admise actuellement
Malheureusement ces trois premières hypothèses s'avèreront fausses en parties et c'est l'hypothèse de Bellon et Coulon (1977) qui tient encore aujourd'hui,,,. Cette hypothèse tient compte de l'extension sous-marine du socle continental et des déclinaisons paléomagnétiques mesurées sur les laves tertiaires de Sardaigne.
En même temps que les premières théories de déplacement se développent, de nombreuses mesures paléomagnétiques ont été réalisées. Ces études datent pour la plupart des années 1970 (par exemple celle de Nairn et Westphal, 1968), mais il en existe des plus récentes et qui concorde avec les résultats des années 1970.
Pour prouver le déplacement, les géologues se sont fiés à l’aimantation rémanente que les roches enregistrent quand elles cristallisent, et ils ont ensuite pu déduire le mouvement de rotation du bloc puisque l’orientation enregistrée est différente pour les laves permiennes de la Sardaigne et de Provence. Cela a révélé une rotation anti-horaire de 30° environ pour la Corse par rapport à l'Europe.

## Bloc solidaire
Une question est restée pendant longtemps en suspens: comment savoir si les deux îles étaient bien solidaires l'une de l'autre?
La réponse a été apportée par Orsini en 1976 dans une étude sur le paléomagnétisme des inclusions granitiques (datant du Permo-Carbonifère) qui a mis en évidence un parallélisme dans l'orientation magnétiques des deux îles.

## Historique de la tectonique du bloc
À la fin des années 1970, les géologues arrivent ainsi à retracer l'histoire tectonique du bloc depuis la formation de la Pangée il y a 300 millions d’années (début du Permien).
À cette époque et durant 100 millions d'années le bloc fait encore partie du supercontinent. C’est seulement à partir de la fin du Trias (-200 millions d'années) que la Pangée disparaît. S’ensuit un phénomène extensif avec l’ouverture de la mer Téthys, ce qui permet la formation de l’océan Alpin à l’emplacement des Alpes actuelles. Cependant, à la fin du Crétacé (-70 millions d'années) la mer Thétys se referme à cause de contraintes dans l’Atlantique Nord. Au début de l’Oligocène la plaque africaine subducte sous la plaque eurasienne et commence à former des arcs volcaniques (vers -35 millions d'années) à l'emplacement du bloc encore accroché au continent.
À l’oligocène (-32 millions d'années), le bloc corse commence à se déplacer et permet l’ouverture du bassin océanique Nord Baléares. À ce moment-là le volcanisme est toujours actif sur les 2 îles. Ce mouvement continue vers le Sud-Est jusqu’à -17 millions d'années environ.
Dans le même temps, la rotation anti-horaire de 30° du bloc s'effectue sur une courte période s'étalant de -20 à -18 millions d'années.
Il est à noter que la mer Méditerranée est asséché temporairement vers 11 millions d'années par la fermeture du détroit de Gibraltar.
Cependant il manque une pièce du puzzle pour les tectoniciens : celle qui permettrait d’expliquer l’origine du mouvement. Ce problème a été résolu bien plus tard au début des années 2000.

## Phénomène de slab roll-back
Le déplacement a été mis en évidence puis admis à partir des années 1970, cependant aucun hypothèse sur la cause du mouvement n'existait encore.
En effet, assez contre-intuitivement, le contexte tectonique en mer Méditerranée est globalement compressif avec la remontée de la plaque africaine tandis que le déplacement du bloc corso-sarde est en opposition avec la compression (descente vers le Sud-Est en direction de l'Afrique).
Il a fallu attendre le début des années 2000, pour voir émerger l'hypothèse de slab roll-back (recul de la dalle en français) et ainsi expliquer le mouvement particulier du bloc corso-sarde.
Le slab roll-back dans la zone de la Mer de Ligurie a consisté à:
- horizontaliser la lithosphère africaine à 600 km de profondeur qui subductait depuis la fin du Crétacé (début de la fermeture de l'océan Thétys). Pour cela les géologues ont regardé des profils tomographiques et sismiques qu’ils ont obtenu en faisant une coupe Nord-Est/Sud-Ouest de la situation. Ils ont observé que la lithosphère océanique africaine plus dense plongeait sous l'Europe mais avait tendance à s'horizontaliser à partir de 600 km de profondeur. Il y a une raison géochimique à cela : les minéraux du manteau supérieur se réarrangent différemment dans le manteau inférieur (en dessous de 600 km de profondeur) à cause de la  pression qui devient trop forte. Ce changement minéralogique implique que le manteau inférieur a une plus grande viscosité et donc que la lithosphère subductante s’horizontalise à 600 km.
- faire reculer en surface la limite de la zone de subduction en réponse à l'horizontalisation en profondeur de la lithosphère africaine. Ce phénomène (slab roll-back) a permis l'apparition dans ce contexte extensif d'une nouvelle croûte océanique daté de 30Ma environ (date du début du déplacement du bloc corso-sarde).

Le slab roll-back a créé un arc insulaire qui a migré tout au long du déplacement du bloc, ce qui explique la présence de roches volcaniques datant de cette période dans ces deux îles.